# Saleem Sherwani (målvakt)
Saleem Sherwani, född den 4 januari 1951, är en pakistansk landhockeyspelare.
Han tog OS-silver i herrarnas landhockeyturnering i samband med de olympiska sommarspelen 1972 i München.
Han tog OS-brons i herrarnas landhockeyturnering i samband med de olympiska sommarspelen 1976 i Montréal.